# Trocófora

Esquema de uma larva trocófora
A - episfera
B - hiposfera
1 - gânglio
2 - tufo apical
3 - prototroch
4 - metatroch
5 - nefrídeo
6 - ânus
8 - tracto gastrointestinal
9 - abertura bucal
10 - blastocélio

Uma trocófora é um tipo de larva marinha, que possui várias bandas de cilios. Devido ao movimento destes cilios, redemoinhos de água são criados, possibilitando o controle da direção dos seus movimentos. Adicionalmente, estes movimentos de água auxiliam na atração de comida, que pode assim ser mais facilmente capturada.
Quatro grupos de animais (usualmente considerados filos do Reino Animalia) possuem este tipo de larva:
- Mollusca
- Annelida
- Sipuncula
- Entoprocta
- Nemertea (trocófora modificada)
- Platyhelminthes (trocófora modificada)

É possível que a larva trocófora tivesse estado presente no ciclo de vida do ancestral deste grupo de organismos. 
são essencialmene planctotróficas, isto é, alimentam-se de plâncton.

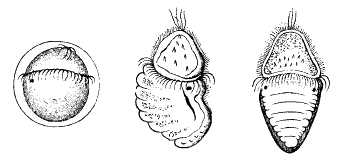
Ontogenia de um Polyplacophora: a primeira imagem é uma trocófora, a segunda é um estádio de metaforfose e a terceira é um juvenil de um Polyplacophora.

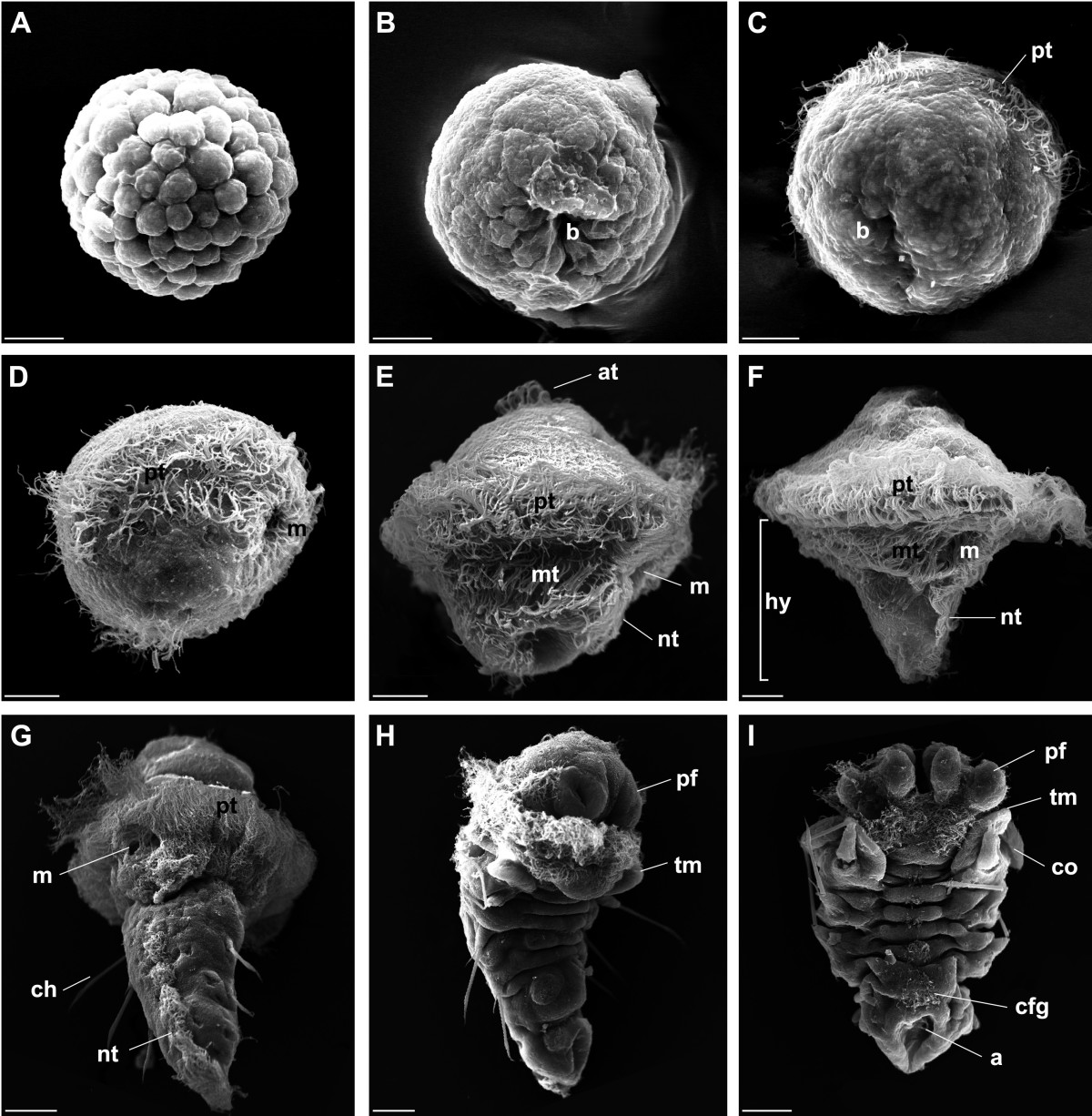
Imagem de microscopia de um anelídeo, Pomatoceros lamarckii, (família Serpulidae), mostrando uma trocófora nas imagens D-F.